# Amanatsu
Amanatsu (甘夏) é uma fruta cítrica laranja amarelada, um grupo de espécimes de natsumikan (Citrus natsudaidai), que foi descoberto em 1740 na província de Yamaguchi, Japão. A natsumikan tem o tamanho aproximado de uma toronja e uma forma esférica. A fruta contém cerca 12 segmentos e cerca de 30 sementes. Sua colheita acontece na primavera ou no começo do verão.
A natsumikan é cultivada comercialmente no Japão, principalmente nas províncias de Kumamoto e de Ehime. A fruta tem textura áspera, é fácil de se descascar e normalmente é comida fresca. Ela é também usada em uma grande variedade de produtos, desde marmeladas até mesmo bebidas alcoólicas.
Acredita-se que a árvore do natsumikan derivou do pomelo, Citrus grandis ou Citrus maxima.